# Deuxième Armée serbe

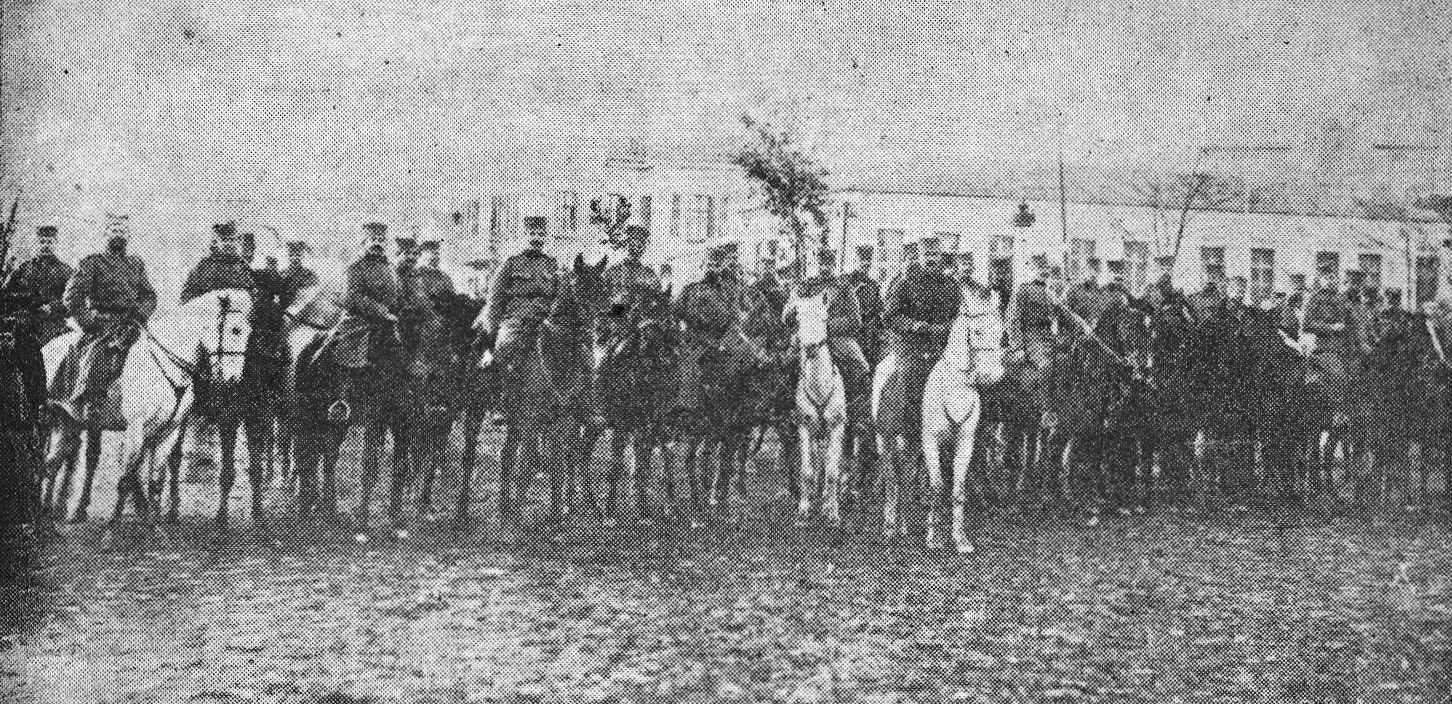
Division Moravie, de la 2ème armée, durant Noël 1912.

La Deuxième Armée serbe était une force militaire du royaume de Serbie qui opéra durant la Première Guerre mondiale.

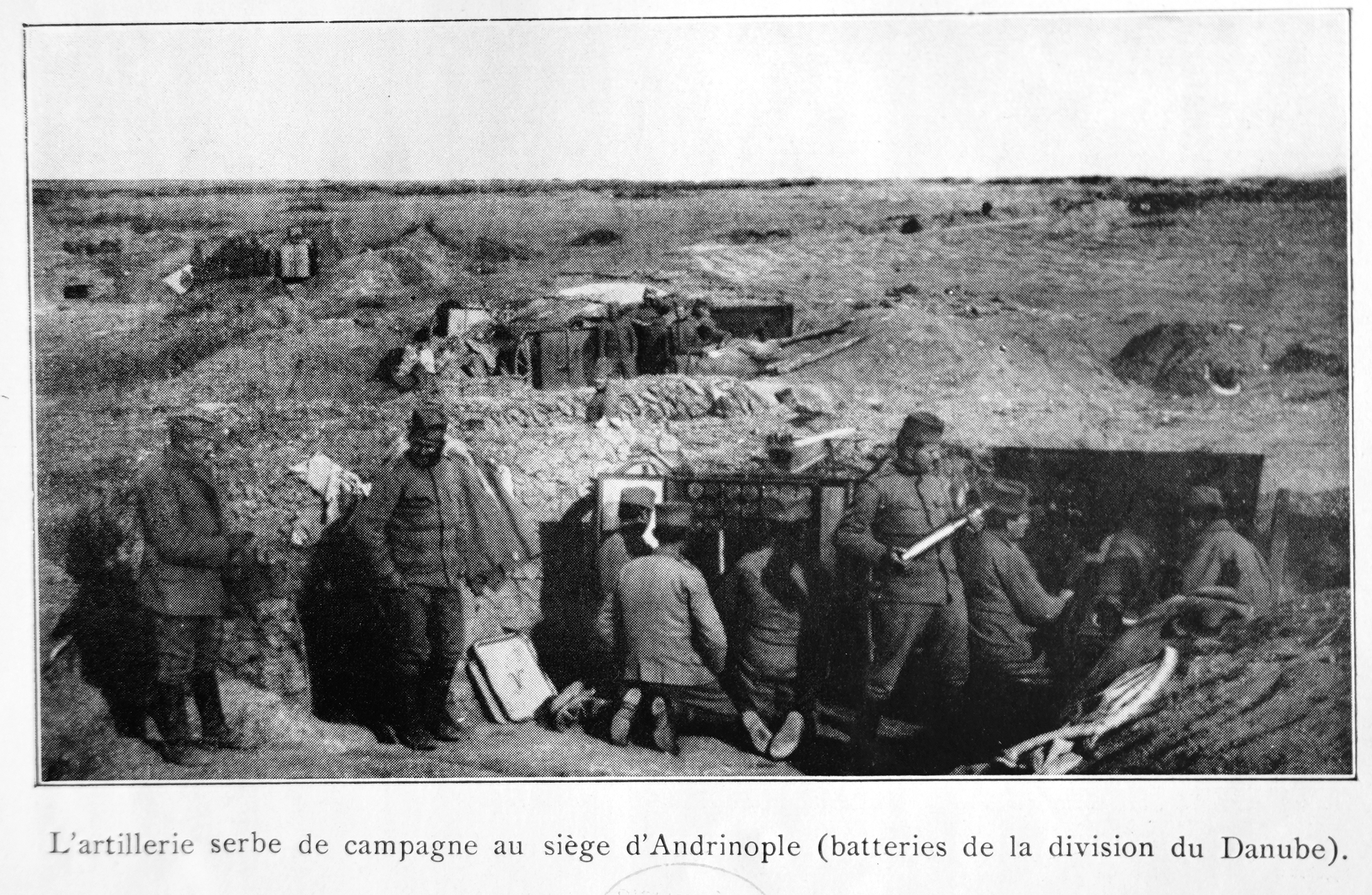
Artillerie de la division Danube, Siège d'Andrinople (1912-1913).

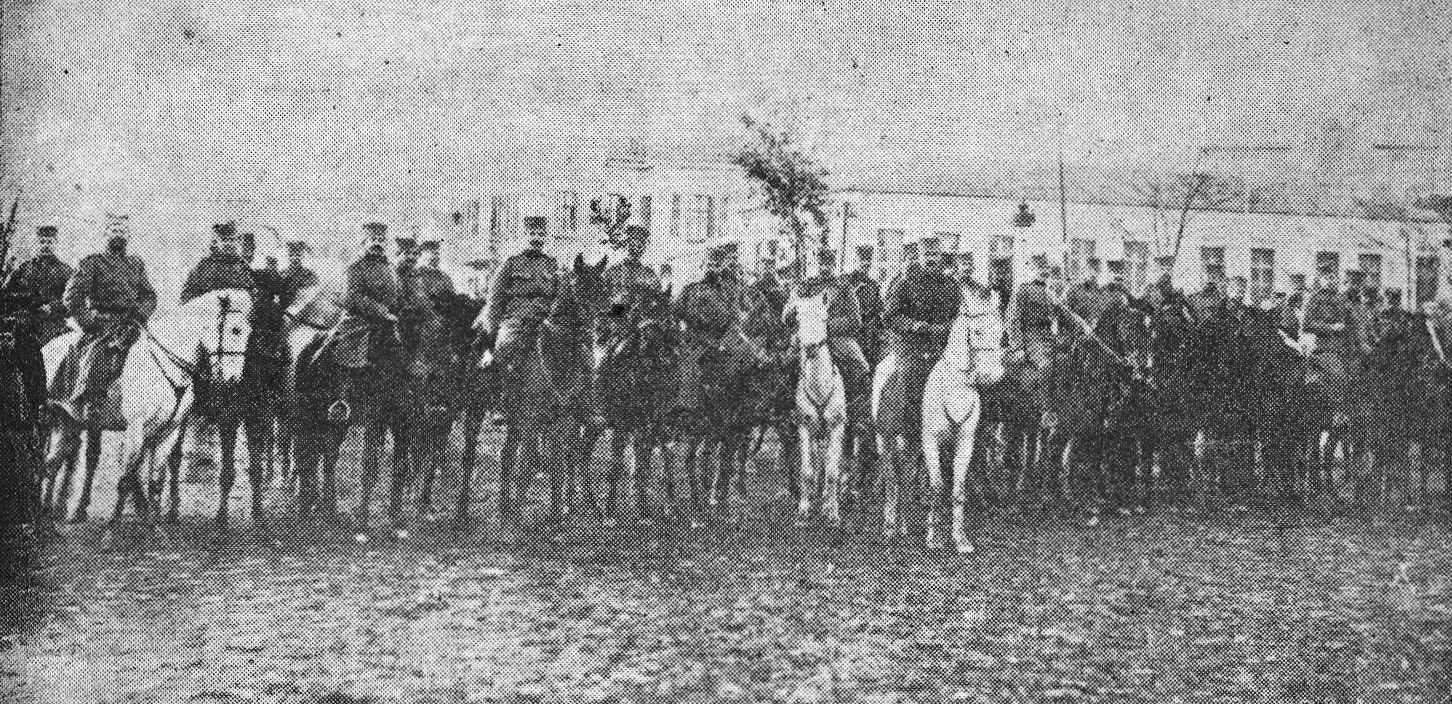
Cavalerie de la division Moravie, à Bitole en 1912.

Lors de la première guerre balkanique, la Deuxième Armée participa à la bataille de Kumanovo (23 au 24 octobre 1912) avec les Première et Troisième Armées. Déployée près de Kyustendil, sa mission consistait à effectuer une percée sur le front est et attaquer le flanc droit de l'Armée ottomane. Elle se composait d'une division serbe et d'une division bulgare renforcées de deux divisions françaises.

Pendant la Première Guerre mondiale, la Deuxième Armée, toujours commandée par Stepa Stepanović participa à la bataille de la Drina puis, réorganisée avec le soutien de la France, elle reconquit le territoire national avec l'Armée d'orient ; Stepa Stepanović occupa ses fonctions jusqu'en 1919.

## Organisation
En août 1914 : 
- I Šumadija, division d'infanterie stationnée à Lazarevac ;
- I Danube, division d'infanterie stationnée à Belgrade ;
- I division d'infanterie mixte stationnée à Darosava ;
- I Morave, division d'infanterie stationnée à Aranđelovac.

En septembre 1918 :
- Division Šumadija
- Division Timok
- Division yougoslave
- 17e division d'infanterie coloniale (Armée française d'Orient)
- 122e division d'infanterie (Armée française d'Orient)